# Tegostoma comparalis
Tegostoma comparalis es una especie de polilla de la familia Crambidae que fue descrita por Jacob Hübner en 1796.
Se encuentra en España, Francia, Italia, Croacia, Macedonia del Norte, Grecia, Bulgaria, Rumania, Ucrania, Kirguistán, África del Norte, India, Pakistán, Oriente Próximo, Turkmenistán, Emiratos Árabes Unidos, Yemen, Sudáfrica y Níger.
La envergadura de las alas es de aproximadamente 18 milímetros.
Sus larvas se alimentan de Salsola kali y Tribulus terrestris.